# Hans Eysenck
Hans Jürgen Eysenck (Berlin, 1916. március 4. – London, 1997. szeptember 4.) német-angol pszichológus, aki pályafutásának legnagyobb részét Nagy-Britanniában töltötte. Munkássága során az intelligenciával és a személyiséggel kapcsolatban végzett kutatásokat, de számos területen kiemelkedő szerepe volt. A XX. század végén Eysenck volt a leggyakrabban idézett pszichológus a tudományos folyóiratokban.

## Élete és munkássága
Hans Eysenck Berlinben, Németországban született. Édesanyja filmsztár volt (Helga Molander), édesapja pedig egy éjszakai klub előadóművésze volt. Eysencket nagyanyja nevelte fel, akik zsidó származású, de ennek ellenére hithű katolikusok voltak - mindezt a XX. századi pszichológus csak nagyanyja koncentrációs táborban történő halálát követően tudta meg. Ezt követően, az 1930-as évektől kezdve Eysenck ellenezte a náci párt hatalomra jutását. "Gyűlöletem a nácik ellen, és mindazok ellen, akik mellettük álltak, annyira elsöprő volt, hogy semmi sem tudta volna megváltoztatni a véleményem". Ebben a korban német állampolgársága ellehetetlenítette számára , hogy munkát szerezzen, és a háború alatt majdnem őrizetbe is vették. 1940-ben Londonban doktorált, ahol a Pszichológiai tanszéken Sir Cyril Burt professzor ellenőrzése alatt dolgozott, akivel egész munkássága során szoros kapcsolatot ápolt.
Eysenck a King's College (Londoni egyetemmel kapcsolatban lévő intézmény) Pszichiátria képzésén volt pszichológiai professzor, 1955 és 1983 között. Szuggesztív tanár volt, nagymértékben hozzájárult a személyiség tudományos elméletének kialakításához, illetve a mentális betegségek kezeléséhez is segített megfelelő szakértelmet nyújtani. Eysenck kifejlesztett egy jellegzetes dimenzionális személyiségmodellt, ami faktoranalitikus összefoglalásokon alapult, melyeket a biogenetikai variációkba bátran beleépíti. A Personality and Individual Differences folyóirat megalapító szerkesztője volt. 80 könyv, és több, mint 1600 folyóiratcikk szerzője volt. Fia, Michael Eysenck szintén pszichológus professzor. Halálát agydaganat okozta 1997-ben Londonban.

### Viták
Eysenck kiadványai, melyek vitákat keltettek:
- Egy 1950-es években írt tanulmányában, a rendelkezésre álló adatok alapján a következőt írta: "nem támogatom a hipotézist, miszerint a pszichoterápia megkönnyíti a neurotikus zavarból való kilábalást".[14]
- Egy fejezete a Uses and Abuses of Psychology (1953) című könyvéből: Mi a probléma a pszichoanalízissel?
- Race, Intelligence and Education (1971): az USA-ban IQ-val kapcsolatos vitákat keltett.
- Sex, Violence and the Media (1978).
- Astrology — Science or Superstition? (1982)
- Smoking, Personality and Stress (1991)

Eysenck az általános véleményét a Rebel with a Cause című önéletrajzában fogalmazta meg: "Mindig is éreztem, hogy a tudós, csak egy dolognak tartozik a világon, és ez az igazság, ahogyan azt látja. H az igazság ellentmond mély meggyőződésünknek, az túl rossz. A tapintat és a diplomáciai magatartás a nemzetközi kapcsolatokban, a politikában, még talán az üzleti életben is megfelelő, de a tudományban csak egy dolog számít, és azok a tények."

### Genetika és intelligencia
Ezek a messzemenően elmérgesedő viták nagy szerepet játszottak a genetikában és az intelligencia kvócienssel (IQ) kapcsolatos különbségek kérdésében. Egy híres eset a vita kapcsán, amikor Eysencket a London School of Economics egyik találkozóján egy nő az öklével tüntette ki. Emellett fenyegették őt bombatámadással, és azzal, hogy megölik a gyerekeit. Ezek a viták akkor voltak, amikor Eysenck támogatta Arthur Jensen kérdését, miszerint a fajok közti IQ- különbségeket a teljes egészében környezeti szempontok határozzák-e meg.
Eysenck úgy gondolta, hogy a média is félrevezető benyomást keltett, mivel azt közvetítette, hogy az ő nézetei teljesen más utakon járnak, mint a fő tudományos konszenzus. A média és a közvélemény azt tartotta, hogy Eysenck minden egyes állítását ő maga találta ki, és azok a valódi vitákban nem állják meg a helyüket.
Egy későbbi munkáját a Pioneer Alapítvány támogatta, amit a különböző szervezetek gyakran kritizáltak, mert állítólag a tudományos rasszizmus kialakulását elősegítette, pedig ezt maga Eysenck is kritizálta!

### A dohányzás hatásai
Eysenck a Jacob & Medinger New York-i ügyvédi irodától kapott pénzügyi alapot egyik kutatásához, ami egy olyan iroda volt, ami a dohányipar érdekében tevékenykedett. Amikor megkérdezték a kutatót, hogy mit érzett azzal kapcsolatban, hogy a tudósok kutatási projektjében a dohányipar ügyvédei is részt vállalnak, azt mondta: Mindaddig, amíg fizetnek a kutatásért, engem nem érdekel. Azt mondta, hogy a kutatásnak a minőségét kell megítélni, és nem azt, aki fizet érte, és hozzátette még, hogy ő személyesen nem profitált ebből a támogatásból.

### Eysenck és a személyiség genetikája
Első empirikus tanulmányát a személyiség genetikájáról 1951-ben publikálták. Ez egy vizsgálat volt, amit munkatársával és egyben tanítványával, Donald Prellel végzett 1948-1951-ig. A kutatás során a 11-12 év közötti egypetéjű és kétpetéjű ikreket teszteltek a neuroticizmussal kapcsolatban. Ezt a Journal of Mental Science című lapban publikálták. Eysenck és Prell arra a következtetésre jutottak, hogy a neurotikus hajlam örökletesen meghatározott.
1965-ben publikált könyve a Fact and Fiction in Psychology a viselkedés örökletességének témáját feszegeti. Kutatása arra az eredményre jutott, hogy nem a viselkedés, hanem egyes központi idegrendszeri struktúrák öröklődnek genetikailag. Ezenfelül feltárta, hogy az egyes személyek emocionalitásában és neuroticizmusában mutatkozó különbségek, ezeknek az idegrendszeri struktúráknak (vegetatív idegrendszer) köszönhetőek.
Feltételezése szerint a formatio reticularis valóban fiziológiai és neurológiai alapja olyan fenotípusos viselkedési mintáknak, melyeket mint extraverziót, ill. introverziót azonosíthatunk. A formatio reticularis ezt betöltő szerepét nevezte el Eysenck-démonnak.

### Eysenck személyiségmodellje
Eysenck megalkotott két szupervonást, az extraverzió-introverziót (E) és a emocionalitás-stabilitást, azaz a neuroticizmust (N), melyet a Dimensions of Personality  című könyvben írt le 1947-ben. Erre a két dimenzióra a tudományos világban csak a kezdőbetűi alapján szoktunk utalni.
4 személyiségtípus-kategóriát alkot a két szupervonás, melyek a következők:
- Extravertált és érzelmileg labilis személy- kolerikus típus
- Extravertált és érzelmileg stabil személy- szangvinikus típus
- Introvertált és érzelmileg labilis személy- melankolikus típus
- Introvertált és érzelmileg stabil személy- flegmatikus típus

Az 1970-es években a modellhez hozzáadtak egy új személyiségdimenziót, a pszichoticizmust, mely Eysenck és felesége hozzájárulásával történt. A három szupervonást együttesen PEN-ként szokták rövidíteni.

### Más elméletekkel való összehasonlítás
Eysenck tanítvány, Jeffrey Alan Gray egy alternatív, átfogó elméletet alkotott, melyben 5 dimenziót határozott meg. Ez az 5 dimenzió, melyet megalkotott a következő:
- Lelkiismeretesség
- Barátságosság
- Neuroticizmus
- Élménykeresés
- Extraverzió

A különbség, hogy amit Eysenck pszichoticizmusnak hív, az ebben a modellben a barátságosság és a lelkiismeretesség. Valamint Eysenck elmélete nem foglalkozik az élménykeresésre vonatkozó nyitottsággal.

### Pszichometriai skála
Eysenck a két dimenziót az Eysenck- személyiség- kérdőívvel mérte (Eysenck Personality Questionnaire- EPQ). Ennek kifejlesztésére faktoranalízist használt.

### Válogatott művei
- Dimensions of Personality (1947)
- The Scientific Study of Personality (1952)
- The Structure of Human Personality (1952) and later editions
- Uses and Abuses of Psychology (1953)
- The Psychology of Politics (1954)
- Psychology and the Foundations of Psychiatry (1955)
- Sense and Nonsense in Psychology (1956)
- The Dynamics of Anxiety and Hysteria (1957)
- Perceptual Processes and Mental Illnesses (1957) with G. Granger and J. C. Brengelmann
- Manual of the Maudsley Personality Inventory (1959)
- Handbook of Abnormal Psychology (1960) editor, later editions
- Experiments in Personality (1960) two volumes, editor
- Behaviour Therapy and Neuroses (1960) editor
- Know Your Own I.Q. (1962)
- Experiments with Drugs (1963) editor
- Experiments in Motivation (1964) editor
- Crime and Personality (1964) and later editions
- Manual of the Eysenck Personality Inventory (1964) with S. B. G. Eysenck
- The Causes and Cures of Neuroses (1965) with S. Rachman
- Fact and Fiction in Psychology (1965)
- Smoking, Health and Personality (1965)
- Check Your Own I.Q. (1966)
- The Effects of Psychotherapy (1966)
- The Biological Basis of Personality (1967)
- Eysenck, H.J. & Eysenck, S.B.G. (1969). Personality Structure and Measurement. London: Routledge.
- Readings in Extraversion/Introversion (1971) three volumes
- Race, Intelligence and Education (1971) in US as The IQ Argument
- Psychology is about People (1972)
- Lexicon de Psychologie (1972) three volumes, with W. Arnold and R. Meili
- The Inequality of Man (1973)
- Eysenck on Extraversion (1973) editor
- The Measurement of Intelligence (1973) editor
- The Experimental Study of Freudian theories (1973) with G. D. Wilson
- Case Histories in Behaviour Therapy (1974) editor
- Know Your Own Personality (1975) with G. D. Wilson
- Manual of the Eysenck Personality Questionnaire (1975) with S. B* G. Eysenck
- A Textbook of Human Psychology (1976) with G. D. Wilson
- Sex and Personality (1976)
- The Measurement of Personality (1976) editor
- Eysenck, H.J. & Eysenck, S.B.G. (1976). Psychoticism as a Dimension of Personality. London: Hodder and Stoughton.
- Reminiscence, Motivation and Personality (1977) with C. D. Frith
- You and Neurosis (1977)
- Die Zukunft der Psychologie (1977)
- The Psychological Basis of Ideology (1978) editor, with G. D. Wilson
- Sex Violence and the Media (1978) with D. Nias
- The Structure and Measurement of Intelligence (1979)
- The Psychology of Sex (1979) with G. D. Wilson
- The Causes and Effects of Smoking (1980)
- A Model for Personality (1981) editor
- Mindwatching (1981) with M. W. Eysenck, and later editions
- The Battle for the Mind (1981) with L. J. Kamin, in US as The Intelligence Controversy
- Personality, Genetics and Behaviour (1982)
- Explaining the Unexplained (1982) with Carl Sargent
- H.J. Eysenck & D.K.B. Nias, Astrology: Science or Superstition? Penguin Books (1982) ISBN 0-14-022397-5
- A Model for Intelligence (1982) editor
- Know Your Own Psi-Q (1983) with Carl Sargent
- …'I Do'. Your Happy Guide to Marriage (1983) with B. N. Kelly
- Personality and Individual Differences: A Natural Science Approach (1985) with M. W. Eysenck
- The Decline and Fall of the Freudian Empire (1985)
- Rauchen und Gesundheit (1987)
- Personality Dimensions and Arousal (1987) editor, with J. Strelau
- Theoretical Foundations of Behaviour Therapy (1988) editor, with I. Martin
- The Causes and Cures of Criminality (1989) with G. H. Gudjonsson
- Genes, Culture and Personality: An Empirical Approach (1989) with L. Eaves and N. Martin
- Suggestion and Suggestibility (1989) editor, with V. A. Gheorghiu, P. Netter, and R. Rosenthal
- Intelligence: A New Look (1998)
- Eysenck, H.J. (1992). A reply to Costa and McCrae. P or A and C — the role of theory. Personality and Individual Differences, 13, 867–868.
- Eysenck, H.J. (1992). Four ways five factors are not basic. Personality and Individual Differences, 13, 667–673.
- Eysenck, H. J. (1952). The effects of psychotherapy: An evaluation. Journal of Consulting Psychology, 16, 319–324.

## Fordítás
- Ez a szócikk részben vagy egészben a Hans Eysenck című angol Wikipédia-szócikk fordításán alapul.  Az eredeti cikk szerkesztőit annak laptörténete sorolja fel. Ez a jelzés csupán a megfogalmazás eredetét és a szerzői jogokat jelzi, nem szolgál a cikkben szereplő információk forrásmegjelöléseként.